# Llista de presidents de l'Uruguai
El President de la República Oriental de l'Uruguai és el cap d'Estat i cap de govern de l'Uruguai. Conforma junt amb el Consell de Ministres, el Poder Executiu. En cas d'absència, el seu càrrec és exercit pel vicepresident.
Segons la Constitució actual, (vegeu Règim electoral de l'Uruguai) el president i el vicepresident són elegits per elecció popular directa. El president té un mandat de 5 anys sense reelecció immediata fins després d'igual període des de la cessació del seu càrrec. S'elegeixen en una mateixa candidatura presentada pel respectiu partit. En cas que cap candidatura no obtingui la majoria absoluta dels vots, es procedeix a una segona volta entre les dues primeres majories. En l'esmentada votació resulta guanyadora la candidatura que obtingui la majoria absoluta dels vots.
L'actual president de l'Uruguai és Luis Alberto Lacalle Pou. La seu de la presidència es troba a la Torre Ejecutiva.
| President                | Nom                             | Partit polític  | Vicepresident                                  | Període                                      | Informació |
| Luis Eduardo Pérez       | Luis Eduardo Pérez              | Partit Colorado |                                                | 24 d'octubre de 1830 6 de novembre de 1830   | President del Senat en exercici del Poder Executiu. |
| Fructuoso Rivera         | Fructuoso Rivera                | Partit Colorado |                                                | 6 de novembre de 1830 24 d'octubre de 1834   | 1è President constitucional, fundador del Partit Colorado. |
| Carlos Anaya             | Carlos Anaya                    | Partit Colorado |                                                | 24 d'octubre de 1834 1 de març de 1835       | President del Senat en exercici del Poder Executiu. |
| Manuel Oribe             | Manuel Oribe                    | Partit Nacional |                                                | 1 de març de 1835 24 d'octubre de 1838       | 2n President constitucional, fundador del Partit Nacional. |
| Gabriel Antonio Pereira  | Gabriel Antonio Pereira         | Partit Nacional |                                                | 24 d'octubre de 1838 11 de novembre de 1838  | President del Senat en exercici del Poder Executiu |
| Fructuoso Rivera         | Fructuoso Rivera                | Partit Colorado |                                                | 24 d'octubre de 1838 11 de novembre de 1838  | President del Senat en exercici del Poder Executiu |
| Fructuoso Rivera         | Fructuoso Rivera                | Partit Colorado |                                                | 1 de març de 1839 1 de març de 1843          | 3r President constitucional |
| Manuel Oribe             | Manuel Oribe                    | Partit Nacional |                                                | 16 de febrer de 1843 8 d'octubre de 1851     | Govern "del Cerrito". |
| Joaquín Suárez           | Joaquín Suárez                  | Partit Colorado |                                                | 1 de març de 1843 15 de febrer de 1852       | President del Senat en exercici del Poder Executiu. Govern "de la Defensa".                                                                                           |
| Bernardo Prudencio Berro | Bernardo Prudencio Berro        | Partit Nacional |                                                | 15 de febrer de 1852 1 de març de 1852       | President del Senat en exercici del Poder Executiu |
| Juan Francisco Giró      | Joan Francesc Giró              | Partit Nacional |                                                | 1 de març de 1852 25 de setembre de 1853     | 4t President constitucional |
| Venancio Flores          | Venancio Flores                 | Partit Colorado |                                                | 25 de setembre de 1853 12 de març de 1854    | Triumvirat |
| Juan Antonio Lavalleja   | Juan Antonio Lavalleja          | Partit Colorado |                                                | 25 de setembre de 1853 22 d'octubre de 1853  | Triumvirat |
| Fructuoso Rivera         | Fructuoso Rivera                | Partit Colorado |                                                | 25 de setembre de 1853 13 de gener de 1854   | Triumvirat |
| Venancio Flores          | Venancio Flores                 | Partit Colorado |                                                | 12 de març de 1854 10 de setembre de 1855    | 5è President constitucional. |
|                          | Luis María Lamas                | Partit Nacional |                                                | 29 d'agost de 1855 10 de setembre de 1855    | Revolució dels "Conservadors" (sol a Montevideo) |
|                          | Manuel Basilio Bustamante       | Partit Nacional |                                                | 10 de setembre de 1855 15 de febrer de 1856  | President del Senat en exercici del Poder Executiu |
|                          | Josep Maria Plá                 | Partit Colorado |                                                | 15 de febrer de 1856 1 de març de 1856       | President del Senat en exercici del Poder Executiu |
| Gabriel Antonio Pereira  | Gabriel Antonio Pereira         | Partit Nacional |                                                | 1 de març de 1856 1 de març de 1860          | 6è President constitucional |
| Bernardo Prudencio Berro | Bernardo Prudencio Berro        | Partit Nacional |                                                | 1 de març de 1860 1 de març de 1864          | 7è President constitucional |
| Atanasio Cruz Aguirre    | Atanasio Cruz Aguirre           | Partit Nacional |                                                | 1 de març de 1864 15 de febrer de 1865       | President del Senat en exercici del Poder Executiu |
| Tomás Villalba Albín     | Tomás Villalba Albín            | Partit Colorado |                                                | 15 de febrer de 1865 20 de febrer de 1865    | President del Senat en exercici del Poder Executiu |
| Venancio Flores          | Venancio Flores                 | Partit Colorado |                                                | 20 de febrer de 1865 15 de febrer de 1868    | Governador Provisori. Dictador. |
| Pedro Varela             | Pedro Varela                    | Partit Colorado |                                                | 15 de febrer de 1868 1 de març de 1868       | President del Senat en exercici del Poder Executiu |
| Lorenzo Batlle y Grau    | Llorenç Batlle                  | Partit Colorado |                                                | 1 de març de 1868 1 de març de 1872          | 8è President constitucional |
| Tomás Gomensoro          | Tomás Gomensoro                 | Partit Colorado |                                                | 1 de març de 1872 1 de març de 1873          | President del Senat en exercici del Poder Executiu |
| José Ellauri             | José Ellauri                    | Partit Colorado |                                                | 1 de març de 1873 22 de gener de 1875        | 9è President constitucional |
| Pedro Varela             | Pedro Varela Olivera            | Partit Colorado |                                                | 22 de gener de 1875 10 de març de 1876       | 10è President constitucional. |
| Lorenzo Latorre          | Lorenzo Latorre                 | Partit Colorado |                                                | 10 de març de 1876 1 de març de 1879         | Governador Provisori. Dictador. |
| Lorenzo Latorre          | Lorenzo Latorre                 | Partit Colorado |                                                | 1 de març de 1879 - 15 de març de 1880       | 11è President constitucional. |
| Francisco Antonio Vidal  | Francisco Antonio Vidal         | Partit Colorado |                                                | 15 de març de 1880 - 1 de març de 1882       | 12è President constitucional. |
| Máximo Santos            | Máximo Santos                   | Partit Colorado |                                                | 1 de març de 1882 - 1 de març de 1886        | 13è President constitucional. |
| Francisco Antonio Vidal  | Francisco Antonio Vidal         | Partit Colorado |                                                | 1 de març de 1886 - 24 de maig de 1886       | 14è President constitucional |
| Máximo Santos            | Máximo Santos                   | Partit Colorado |                                                | 24 de maig de 1886 - 18 de novembre de 1886  | President del Senat en exercici del Poder Executiu |
| Máximo Tajes             | Máximo Tajes                    | Partit Colorado |                                                | 18 de novembre de 1886 - 1 de març de 1890   | 15è President constitucional. |
| Julio Herrera y Obes     | Julio Herrera y Obes            | Partit Colorado |                                                | 1 de març de 1890 - 1 de març de 1894        | 16è President constitucional. |
| Duncan Stewart           | Duncan Stewart                  | Partit Colorado |                                                | 1 de març de 1894 - 21 de març de 1894       | President del Senat en exercici del Poder Executiu. |
| Juan Idiarte Borda       | Juan Idiarte Borda              | Partit Colorado |                                                | 21 de març de 1894 - 25 d'agost de 1897      | 17è President constitucional. |
| Juan Lindolfo Cuestas    | Juan Lindolfo Cuestas           | Partit Colorado |                                                | 25 d'agost de 1897 - 10 de febrer de 1898    | President del Senat en exercici del Poder Executiu. |
| Juan Lindolfo Cuestas    | Juan Lindolfo Cuestas           | Partit Colorado |                                                | 10 de febrer de 1898 - 15 de febrer de 1899  | President provisional. |
| José Batlle y Ordóñez    | Josep Batlle                    | Partit Colorado |                                                | 15 de febrer de 1899 - 1 de març de 1899     | President del Senat en exercici del Poder Executiu. |
| Juan Lindolfo Cuestas    | Juan Lindolfo Cuestas           | Partit Colorado |                                                | 1 de març de 1899 - 1 de març de 1903        | 18è President constitucional. |
| José Batlle y Ordóñez    | Josep Batlle                    | Partit Colorado |                                                | 1 de març de 1903 - 1 de març de 1907        | 19è President constitucional. |
| Claudio Williman         | Claudio Williman                | Partit Colorado |                                                | 1 de març de 1907 - 1 de març de 1911        | 20è President constitucional. |
| José Batlle y Ordóñez    | Josep Batlle                    | Partit Colorado |                                                | 1 de març de 1911 - 1 de març de 1915        | 21è President constitucional. |
| Feliciano Viera          | Feliciano Viera                 | Partit Colorado |                                                | 1 de març de 1915 - 1 de març de 1919        | 22è President constitucional. |
| Baltasar Brum            | Baltasar Brum                   | Partit Colorado |                                                | 1 de març de 1919 - 1 de març de 1923        | 23è President constitucional. |
| José Serrato             | José Serrato                    | Partit Colorado |                                                | 1 de març de 1923 - 1 de març de 1927        | 24è President constitucional. |
|                          | Juan Campisteguy                | Partit Colorado |                                                | 1 de març de 1927 1 de març de 1931          | 25è President constitucional. |
| Gabriel Terra Leivas     | Gabriel Terra Leivas            | Partit Colorado | César Charlone                                 | 1 de març de 1931 - 31 de març de 1933       | 26è President constitucional. |
| Gabriel Terra Leivas     | Gabriel Terra Leivas            | Partit Colorado | Sense vicepresident.                           | 31 de març de 1933 - 19 de juny de 1938      | Dona un cop d'Estat i es proclama President. |
| Alfredo Baldomir Ferrari | Alfredo Baldomir Ferrari        | Partit Colorado | Alfredo Navarro Benítez                        | 19 de juny de 1938 - 1 de març de 1943       | 27è President constitucional. |
| Juan José de Amézaga     | Juan José de Amézaga            | Partit Colorado | Alberto Guani                                  | 1 de març de 1943 - 1 de març de 1947        | 28è President constitucional. |
|                          | Tomás Berreta                   | Partit Colorado | Lluís Batlle                                   | 1 de març de 1947 - 2 d'agost de 1947        | 29è President constitucional. |
|                          | Lluís Batlle                    | Partit Colorado | Alfeo Brum Rodríguez                           | 2 d'agost de 1947 - 1 de març de 1951        | 30è President constitucional. |
|                          | Andrés Martínez Trueba          | Partit Colorado | Alfeo Brum Rodríguez                           | 1 de març de 1951 - 1 de març de 1952        | 31è President constitucional. |
| Uruguai                  | Consell Nacional de Govern      |                 | Sense vicepresident.                           | 1 de març de 1952 - 1 de març de 1955        | Consell Nacional de Govern Presidit per: - Andrés Martínez Trueba (1952-1955)                                                                                         |
| Uruguai                  | Consell Nacional de Govern      |                 | Sense vicepresident.                           | 1 de març de 1955 - 1 de març de 1959        | Consell Nacional de Govern. Presidit per: - Lluís Batlle (1955), - Alberto Fermín Zubiría (1956), - Arturo Lezama (1957), - Carlos Fischer (1958),                    |
| Uruguai                  | Consell Nacional de Govern      |                 | Sense vicepresident.                           | 1 de març de 1959 - 1 de març de 1963        | Consell Nacional de Govern. Presidit per: - Martín Recaredo Echegoyen (1959) - Benito Nardone Cetrulo (1960) - Eduardo Víctor Haedo (1961) - Faustino Harrison (1962) |
| Uruguai                  | Consell Nacional de Govern      |                 | Sense vicepresident.                           | 1 de març de 1963 - 1 de març de 1967        | Consell Nacional de Govern Presidit per: - Daniel Fernández Crespo (1963) - Luis Giannattasio (1964) - Washington Beltrán (1965) - Alberto Héber Usher (1966)         |
|                          | Óscar Diego Gestido             | Partit Colorado | Jorge Pacheco Areco                            | 1 de març de 1967 - 6 de desembre de 1967    | 32è President constitucional. |
|                          | Jorge Pacheco Areco             | Partit Colorado | Alberto Abdala                                 | 6 de desembre de 1967 - 1 de març de 1972    | 33è President constitucional. |
| Juan Maria Bordaberry    | Juan María Bordaberry Arocena   | Partit Colorado | Jorge Sapelli                                  | 1 de març de 1972 - 27 de juny de 1973       | 34è President constitucional. |
| Juan Maria Bordaberry    | Juan María Bordaberry Arocena   | Partit Colorado | Sense vicepresident.                           | 27 de juny de 1973 - 12 de juny de 1976      | Amb el suport de les FF.AA, dona un cop d'estat. |
|                          | Pedro Alberto Demicheli Lizaso  | Partit Colorado | Sense vicepresident.                           | 12 de juny de 1976 - 1 de setembre de 1976   | President de facto, designat per les FF.AA. |
|                          | Aparicio Méndez                 | Partit Nacional | Sense vicepresident.                           | 1 de setembre de 1976 - 12 d'octubre de 1981 | President de facto, designat per les FF.AA. |
|                          | Gregorio Álvarez                | Partit Nacional | Sense vicepresident.                           | 12 d'octubre de 1981 - 12 de febrer de 1985  | President de facto, designat per les FF.AA. |
|                          | Rafael Addiego Bruno            | Partit Colorado | Sense vicepresident                            | 12 de febrer de 1985 - 1 de març de 1985     | President de la Suprema Cort de Justícia en exercici del Poder Executiu                                                                                               |
| Julio María Sanguinetti  | Julio María Sanguinetti Coirolo | Partit Colorado | Enrique Tarigo Vázquez                         | 1 de març de 1985 - 1 de març de 1990        | 35è President constitucional. |
| Dilma Rousseff           | Luis Alberto Lacalle            | Partit Nacional | Gonzalo Aguirre Ramírez                        | 1 de març de 1990 - 1 de març de 1995        | 36è President constitucional. |
| Julio María Sanguinetti  | Julio María Sanguinetti Coirolo | Partit Colorado | Hugo Batalla Parentini Hugo Fernández Faingold | 1 de març de 1995 - 1 de març de 2000        | 37è President constitucional. |
| Jorge Batlle             | Jordi Batlle                    | Partit Colorado | Luis Hierro López                              | 1 de març 2000 - 1 de març 2005              | 38è President constitucional. |
| Tabaré Vázquez           | Tabaré Vázquez                  | Front Ampli     | Rodolfo Nin Novoa                              | 1 de març de 2005 - 1 de març de 2010        | 39è President constitucional. Primer president d'esquerra. |
| José Mujica              | José Mujica                     | Front Ampli     | Danilo Ángel Astori Saragosa                   | 1 de març de 2010 - 1 de març de 2015        | 40è President constitucional. |
| Tabaré Vázquez           | Tabaré Vázquez                  | Front Ampli     | Raúl Fernando Sendic Lucía Topolansky          | 1 de març de 2015 - 1 de març de 2020        | 41è President constitucional. |
| Luis Lacalle Pou         | Luis Alberto Lacalle Pou        | Partit Nacional | Beatriz Argimón                                | 1 de març de 2020 -                          | 42è President constitucional. |